# Krystyna Krupa
Krystyna Krupa, née le 15 janvier 1939, est une joueuse de volley-ball polonaise.

## Carrière
Krystyna Krupa participe aux Jeux olympiques de 1964 à Tokyo et aux Jeux olympiques de 1968 à Mexico. Elle remporte la médaille de bronze avec l'équipe nationale de Pologne lors de ces deux compétitions.